# Idol Producer
Idol Producer (chino simplificado: 偶像练习生, chino tradicional: 偶像練習生, pinyin: Ǒuxiàng liànxí shēng), es un reality show  chino transmitido del 19 de enero del 2018 hasta el 6 de abril del 2018 a través de iQiyi. Lay es el presentador y representante de los productores de la nación.
Más tarde se anunció que el programa tendría una segunda temporada, el cual fue titulado Youth With You y estrenadó el 21 de enero del 2019.

## Formato
El programa reúne a 100 aprendices de 31 diferentes compañías de entretenimiento y agencias de talentos, tanto dentro como fuera de China, incluyendo a aprendices individuales que no están asociados a ninguna compañía.
Los aprendices tendrán sesiones de capacitación cerradas, las cuales se grabarán en un período de cuatro meses, donde competirán. Al final serán elegidos sólo 9 de los 100 participantes a través de un sistema de votación por los espectadores para debutar en un grupo de jóvenes.
Cai Xukun, Chen Linong, Fan Chengcheng, Justin, Lin Yanjun, Zhu Zhengting, Wang Ziyi, Xiao Gui y You Zhangjing fueron los ganadores, el grupo proyecto debutó el 6 de abril del 2018 con el nombre de "Nine Percent".

## Miembros

### Mentores
| Artista                   | Edad | Ocupación                          | Puesto               | N.º de episodios | Duración |
| ------------------------- | ---- | ---------------------------------- | -------------------- | ---------------- | -------- |
| Lay (Zhang Yixing)        | 28   | Cantante/ Miembro de EXO           | Presentador          | -                | 2018     |
| Li Ronghao                | 33   | Cantante                           | Instructor de Canto  | -                | 2018     |
| MC Jin                    | 36   | Rapero                             | Instructor de Rap    | -                | 2018     |
| Jackson Wang              | 24   | Rapero / Miembro de Got7           | Instructor de Rap    | -                | 2018     |
| Cheng Xiao                | 19   | Cantante / Miembro de Cosmic Girls | Instructora de Baile | -                | 2018     |
| Kyulkyung (Zhou Jieqiong) | 19   | Cantante / Miembro de Pristin      | Instructora de Baile | -                | 2018     |

### Concursantes

#### Participantes
| Nombre (nombre en chino) | Compañía (nombre en chino)                                | Grados | Grados | | Ranking | Ranking | Ranking | Ranking | Ranking | Ranking | Ranking | Ranking | Ranking | Ranking | Duración |
| Nombre (nombre en chino) | Compañía (nombre en chino)                                | 1      | 2      | Ep.2 | Ep.3 | Ep.4 (votos en vivo)                                                                                            | Ep.5 | Ep.6 | Ep.7 (votos en vivo)                                                                                            | Ep.8 | Ep.9 (votos en vivo)                                                                                            | Ep.10 | Ep.12 |         | Duración |
| ------------------------ | --------------------------------------------------------- | ------ | ------ | --- | --- | --- | --- | --- | --- | --- | --- | --- | --- | ------- | -------- |
| Lin Chaoze (林超泽)      | Banana Entertainment (香蕉娱乐)                           | A      | A      | 32 | 20 | 35 | 14 | 14 | 36 | 16 | 32 | 15 | 9 | 2018    |          |
| Lin Yanjun (林彦俊)      | Banana Entertainment (香蕉娱乐)                           | C      | D      | 31 | 27 | 51 | 28 | 19 | 19 | 22 | 6 | 11 | 5 | 2018    |          |
| Li Ruotian (李若天)      | Banana Entertainment (香蕉娱乐)                           | C      | F      | 55 | 64 | 54 | Eliminado | Eliminado | Eliminado | Eliminado | Eliminado | Eliminado | Eliminado | 2018    |          |
| Lu Dinghao (陸定昊)      | Banana Entertainment (香蕉娱乐)                           | C      | C      | 39 | 34 | 9 | 30 | 36 | 38 | 31 | 27 | Eliminado | Eliminado | 2018    |          |
| Jiang Jingzuo (姜京佐)   | Banana Entertainment (香蕉娱乐)                           | C      | C      | 59 | 60 | 12 | Eliminado | Eliminado | Eliminado | Eliminado | Eliminado | Eliminado | Eliminado | 2018    |          |
| Qiu Zhixie (邱治谐)      | Banana Entertainment (香蕉娱乐)                           | C      | C      | 96 | 95 | 89 | Eliminado | Eliminado | Eliminado | Eliminado | Eliminado | Eliminado | Eliminado | 2018    |          |
| You Zhangjing (尤长靖)   | Banana Entertainment (香蕉娱乐)                           | B      | A      | 69 | 13 | 34 | 10 | 10 | 3 | 8 | 10 | 8 | 9 | 2018    |          |
| Gao Maotong (高茂桐)     | Banana Entertainment (香蕉娱乐)                           | C      | D      | 46 | 53 | 22 | Eliminado | Eliminado | Eliminado | Eliminado | Eliminado | Eliminado | Eliminado | 2018    |          |
| Bei Honglin (貝汯璘)     | Banana Entertainment (香蕉娱乐)                           | C      | B      | 33 | 37 | 20 | 37 | 45 | 49 | Eliminado | Eliminado | Eliminado | Eliminado | 2018    |          |
| Zhu Zhengting (朱正廷)   | Yuehua Entertainment (乐华娱乐)                           | A      | A      | 5 | 5 | 2 | 5 | 4 | 2 | 4 | 3 | 7 | 6 | 2018    |          |
| Justin (黄明昊)          | Yuehua Entertainment (乐华娱乐)                           | A      | B      | 4 | 4 | 7 | 4 | 2 | 8 | 2 | 2 | 4 | 4 | 2018    |          |
| Li Quanzhe (李权哲)      | Yuehua Entertainment (乐华娱乐)                           | F      | B      | 24 | 30 | 74 | 8 | 9 | 14 | 12 | 23 | Eliminado | Eliminado | 2018    |          |
| Ding Zeren (丁泽仁)      | Yuehua Entertainment (乐华娱乐)                           | A      | B      | 17 | 21 | 53 | 20 | 21 | 5 | 19 | 13 | Eliminado | Eliminado | 2018    |          |
| Fan Chengcheng (范丞丞)  | Yuehua Entertainment (乐华娱乐)                           | D      | D      | 3 | 3 | 5 | 3 | 3 | 1 | 3 | 5 | 3 | 3 | 2018    |          |
| Bi Wenjun (毕雯珺)       | Yuehua Entertainment (乐华娱乐)                           | D      | D      | 15 | 25 | 17 | 26 | 27 | 3 | 27 | 16 | 12 | 10 | 2018    |          |
| Huang Xinchun (黃新淳)   | Yuehua Entertainment (乐华娱乐)                           | F      | F      | 22 | 29 | 52 | 33 | 25 | 10 | 29 | 31 | Eliminado | Eliminado | 2018    |          |
| Luo Zheng (罗正)         | Mavericks Entertainment (乐麦锐娱乐)                      | F      | F      | 45 | 50 | 4 | 34 | 29 | 32 | 24 | 29 | Eliminado | Eliminado | 2018    |          |
| Deng Langyi (邓烺怡)     | Mavericks Entertainment (乐麦锐娱乐)                      | F      | C      | 42 | 54 | 45 | Eliminado | Eliminado | Eliminado | Eliminado | Eliminado | Eliminado | Eliminado | 2018    |          |
| Sun Fanjie (孙凡杰)      | Mavericks Entertainment (乐麦锐娱乐)                      | F      | D      | 88 | 94 | 78 | Eliminado | Eliminado | Eliminado | Eliminado | Eliminado | Eliminado | Eliminado | 2018    |          |
| Li Xikan (李希侃)        | Mavericks Entertainment (乐麦锐娱乐)                      | D      | C      | 20 | 28 | 10 | 29 | 32 | 30 | 17 | 10 | 18 | 13 | 2018    |          |
| Yu Mingjun (余明君)      | Mavericks Entertainment (乐麦锐娱乐)                      | D      | D      | 21 | 32 | 21 | 46 | 40 | 50 | 34 | 32 | Eliminado | Eliminado | 2018    |          |
| Lu Chenyu (呂晨瑜)       | Mavericks Entertainment (乐麦锐娱乐)                      | D      | F      | 66 | 74 | 43 | Eliminado | Eliminado | Eliminado | Eliminado | Eliminado | Eliminado | Eliminado | 2018    |          |
| Rapen (罗仁麒)           | MERCURY NATION (辰星娱乐)                                 | C      | F      | 64 | 71 | 94 | Eliminado | Eliminado | Eliminado | Eliminado | Eliminado | Eliminado | Eliminado | 2018    |          |
| Xu Shengen (徐圣恩)      | MERCURY NATION (辰星娱乐)                                 | C      | D      | 67 | 73 | 77 | 54 | 42 | 35 | 28 | 32 | 19 | 20 | 2018    |          |
| J-ONE (姜祎)             | MERCURY NATION (辰星娱乐)                                 | C      | F      | 85 | 91 | 48 | Eliminado | Eliminado | Eliminado | Eliminado | Eliminado | Eliminado | Eliminado | 2018    |          |
| Jia Li (伽里)            | MERCURY NATION (辰星娱乐)                                 | C      | D      | 81 | 69 | 91 | 51 | 58 | 56 | Eliminado | Eliminado | Eliminado | Eliminado | 2018    |          |
| Sun Haoran (孙浩然)      | Simply Joy Music (简单快乐音乐)                           | B      | F      | 65 | 59 | 36 | Eliminado | Eliminado | Eliminado | Eliminado | Eliminado | Eliminado | Eliminado | 2018    |          |
| Lin Haokai (林浩楷)      | Simply Joy Music (简单快乐音乐)                           | B      | F      | 57 | 65 | 41 | Eliminado | Eliminado | Eliminado | Eliminado | Eliminado | Eliminado | Eliminado | 2018    |          |
| Wang Ziyi (王子异)       | Simply Joy Music (简单快乐音乐)                           | A      | B      | 14 | 19 | 25 | 11 | 8 | 28 | 7 | 7 | 5 | 7 | 2018    |          |
| Li Zhijie (李志杰)       | Simply Joy Music (简单快乐音乐)                           | B      | D      | 94 | 96 | 32 | Eliminado | Eliminado | Eliminado | Eliminado | Eliminado | Eliminado | Eliminado | 2018    |          |
| Jin Yihan (金逸涵)       | Simply Joy Music (简单快乐音乐)                           | B      | F      | 54 | 68 | 75 | Eliminado | Eliminado | Eliminado | Eliminado | Eliminado | Eliminado | Eliminado | 2018    |          |
| Wan Yuxian (万宇贤)      | Shiningstar (新锐杂志)                                    | C      | C      | 95 | 87 | 26 | Eliminado | Eliminado | Eliminado | Eliminado | Eliminado | Eliminado | Eliminado | 2018    |          |
| Ying Zhiyue (应智越)     | Shiningstar (新锐杂志)                                    | C      | D      | 87 | 90 | 67 | Eliminado | Eliminado | Eliminado | Eliminado | Eliminado | Eliminado | Eliminado | 2018    |          |
| Zhao Yuche (赵俞澈)      | Shiningstar (新锐杂志)                                    | D      | D      | 93 | 78 | 60 | Eliminado | Eliminado | Eliminado | Eliminado | Eliminado | Eliminado | Eliminado | 2018    |          |
| Zhu Yuntian (朱匀天)     | Shiningstar (新锐杂志)                                    | D      | D      | 63 | 47 | 18 | 53 | 56 | 11 | Eliminado | Eliminado | Eliminado | Eliminado | 2018    |          |
| Zhu Yunyi (朱匀一)       | Shiningstar (新锐杂志)                                    | D      | D      | 61 | 45 | 15 | 50 | 55 | 60 | Eliminado | Eliminado | Eliminado | Eliminado | 2018    |          |
| Chen Minghao (陈名豪)    | Summer Star (盛夏星空)                                    | F      | F      | 29 | 42 | 56 | 47 | 57 | 13 | Eliminado | Eliminado | Eliminado | Eliminado | 2018    |          |
| Zhang Dayuan (张达源)    | Summer Star (盛夏星空)                                    | F      | F      | 79 | 57 | 11 | 35 | 48 | 52 | Eliminado | Eliminado | Eliminado | Eliminado | 2018    |          |
| Wang Zihao (王梓豪)      | Summer Star (盛夏星空)                                    | C      | D      | 90 | 88 | 72 | Eliminado | Eliminado | Eliminado | Eliminado | Eliminado | Eliminado | Eliminado | 2018    |          |
| Wang Yilong (王艺龙)     | Summer Star (盛夏星空)                                    | D      | C      | 77 | 76 | 14 | 57 | 59 | 31 | Eliminado | Eliminado | Eliminado | Eliminado | 2018    |          |
| Yang Feitong (杨非同)    | Summer Star (盛夏星空)                                    | D      | D      | 86 | 89 | 3 | 49 | 33 | 37 | 30 | 27 | Eliminado | Eliminado | 2018    |          |
| Qin Fen (秦奋)           | OACA (觉醒东方)                                           | B      | F      | 13 | 10 | 59 | 13 | 12 | 9 | 11 | 20 | 17 | 18 | 2018    |          |
| Han Mubo (韩沐伯)        | OACA (觉醒东方)                                           | C      | C      | 12 | 11 | 71 | 19 | 24 | 22 | 21 | 24 | Eliminado | Eliminado | 2018    |          |
| Jing Peiyao (靖佩瑶)     | OACA (觉醒东方)                                           | C      | F      | 43 | 40 | 68 | 45 | 46 | 25 | Eliminado | Eliminado | Eliminado | Eliminado | 2018    |          |
| Qin Zimo (秦子墨)        | OACA (觉醒东方)                                           | D      | F      | 28 | 35 | 27 | 41 | 47 | 29 | Eliminado | Eliminado | Eliminado | Eliminado | 2018    |          |
| Zuo Ye (左叶)            | OACA (觉醒东方)                                           | F      | D      | 18 | 18 | 76 | 22 | 41 | 53 | Eliminado | Eliminado | Eliminado | Eliminado | 2018    |          |
| Yue Yue (岳岳)           | Qin's Entertainment (坤音娱乐)                            | C      | D      | 40 | 22 | 81 | 21 | 17 | 23 | 18 | 18 | Eliminado | Eliminado | 2018    |          |
| Mu Ziyang (木子洋)       | Qin's Entertainment (坤音娱乐)                            | C      | F      | 53 | 23 | 70 | 24 | 16 | 20 | 22 | 7 | Eliminado | Eliminado | 2018    |          |
| Bu Fan (卜凡)            | Qin's Entertainment (坤音娱乐)                            | C      | F      | 9 | 8 | 62 | 7 | 7 | 21 | 10 | 13 | 9 | 12 | 2018    |          |
| Ling Chao (灵超)         | Qin's Entertainment (坤音娱乐)                            | C      | D      | 23 | 17 | 61 | 16 | 11 | 17 | 9 | 12 | 13 | 15 | 2018    |          |
| Zhang Xin (张昕)         | Boyi Culture (铂熠文化)                                   | F      | C      | 91 | 93 | 95 | Eliminado | Eliminado | Eliminado | Eliminado | Eliminado | Eliminado | Eliminado | 2018    |          |
| Ye Hongxi (叶泓希)       | Boyi Culture (铂熠文化)                                   | F      | C      | 89 | 92 | 88 | Eliminado | Eliminado | Eliminado | Eliminado | Eliminado | Eliminado | Eliminado | 2018    |          |
| Zhang Yixuan (张奕轩)    | Boyi Culture (铂熠文化)                                   | C      | B      | 74 | 77 | 38 | 56 | 43 | 47 | Eliminado | Eliminado | Eliminado | Eliminado | 2018    |          |
| Ling Qi (凌崎)           | Boyi Culture (铂熠文化)                                   | C      | D      | 51 | 62 | 83 | 52 | 44 | 58 | Eliminado | Eliminado | Eliminado | Eliminado | 2018    |          |
| Zhang Yuchen (张宇晨)    | SSTAR (星焕文化)                                          | F      | D      | 82 | 85 | 29 | Eliminado | Eliminado | Eliminado | Eliminado | Eliminado | Eliminado | Eliminado | 2018    |          |
| Luo Jie (罗杰)           | SSTAR (星焕文化)                                          | D      | C      | 68 | 75 | 33 | Eliminado | Eliminado | Eliminado | Eliminado | Eliminado | Eliminado | Eliminado | 2018    |          |
| He Jiageng (何嘉庚)      | SSTAR (星焕文化)                                          | F      | D      | 52 | 66 | 37 | Eliminado | Eliminado | Eliminado | Eliminado | Eliminado | Eliminado | Eliminado | 2018    |          |
| Qin Junyi (覃俊毅)       | CNC (超能唱片)                                            | C      | F      | 48 | 51 | 79 | 43 | 34 | 48 | Eliminado | Eliminado | Eliminado | Eliminado | 2018    |          |
| Wu Lianjie (武連杰)      | CNC (超能唱片)                                            | F      | C      | 47 | 52 | 24 | 42 | 35 | 57 | Eliminado | Eliminado | Eliminado | Eliminado | 2018    |          |
| Lou Zibo (娄滋博)        | CNC (超能唱片)                                            | D      | C      | 60 | 58 | 63 | 44 | 30 | 12 | 32 | 29 | Eliminado | Eliminado | 2018    |          |
| Li Rang (李让)           | CNC (超能唱片)                                            | C      | D      | 26 | 36 | 42 | 36 | 31 | 50 | 35 | 24 | Eliminado | Eliminado | 2018    |          |
| Zhang Yifan (张艺凡)     | Asian Idol Factory Entertainment (A.I.F娱乐/亚洲偶像工厂) | B      | A      | 84 | 84 | 50 | Eliminado | Eliminado | Eliminado | Eliminado | Eliminado | Eliminado | Eliminado | 2018    |          |
| Zhao Lingfeng (赵凌峰)   | Asian Idol Factory Entertainment (A.I.F娱乐/亚洲偶像工厂) | C      | D      | 97 | 97 | 93 | Eliminado | Eliminado | Eliminado | Eliminado | Eliminado | Eliminado | Eliminado | 2018    |          |
| Yu Hao (于浩)            | Asian Idol Factory Entertainment (A.I.F娱乐/亚洲偶像工厂) | C      | F      | 80 | 81 | 97 | Eliminado | Eliminado | Eliminado | Eliminado | Eliminado | Eliminado | Eliminado | 2018    |          |
| Yang Yi (杨羿)           | Asian Idol Factory Entertainment (A.I.F娱乐/亚洲偶像工厂) | B      | C      | 83 | 86 | 99 | Eliminado | Eliminado | Eliminado | Eliminado | Eliminado | Eliminado | Eliminado | 2018    |          |
| Xiao Gui (小鬼)          | Gramarie Entertainment (果然娱乐)                         | B      | B      | 7 | 6 | 58 | 6 | 6 | 6 | 6 | 9 | 6 | 8 | 2018    |          |
| Zhang Yankai (张晏恺)    | Gramarie Entertainment (果然娱乐)                         | C      | F      | 71 | 72 | 55 | Eliminado | Eliminado | Eliminado | Eliminado | Eliminado | Eliminado | Eliminado | 2018    |          |
| Zhou Yanchen (周彦辰)    | Gramarie Entertainment (果然娱乐)                         | B      | B      | 27 | 31 | 23 | 27 | 18 | 27 | 14 | 21 | Eliminado | Eliminado | 2018    |          |
| Zhu Xingjie (朱星杰)     | Gramarie Entertainment (果然娱乐)                         | B      | B      | 16 | 15 | 6 | 15 | 15 | 24 | 13 | 13 | 14 | 14 | 2018    |          |
| Chen Siqi (陈斯琪)       | Dimensions Multimedia (次元文化)                          | D      | C      | 35 | 38 | 57 | 39 | 51 | 46 | Eliminado | Eliminado | Eliminado | Eliminado | 2018    |          |
| Xu Heni (徐鶴尼)         | Dimensions Multimedia (次元文化)                          | C      | F      | 76 | 63 | 28 | Eliminado | Eliminado | Eliminado | Eliminado | Eliminado | Eliminado | Eliminado | 2018    |          |
| Li Changgeng (李长庚)    | Hong Yi Entertainment (红熠文化)                          | D      | D      | 19 | 26 | 86 | 38 | 50 | 33 | Eliminado | Eliminado | Eliminado | Eliminado | 2018    |          |
| He Dongdong (何东东)     | Hong Yi Entertainment (红熠文化)                          | D      | F      | 6 | 7 | 16 | 9 | 28 | 55 | 33 | 35 | Eliminado | Eliminado | 2018    |          |
| Min Zhexiang (闵喆祥)    | Levent Entertainment (乐风艺社)                           | C      | C      | 99 | 98 | 13 | Eliminado | Eliminado | Eliminado | Eliminado | Eliminado | Eliminado | Eliminado | 2018    |          |
| Chen Yifu (陈义夫)       | Levent Entertainment (乐风艺社)                           | B      | F      | 37 | 46 | 73 | Eliminado | Eliminado | Eliminado | Eliminado | Eliminado | Eliminado | Eliminado | 2018    |          |
| Han Yongjie (韩雍杰)     | Super Jet Entertainment (捷特联合)                        | F      | D      | 34 | 43 | 31 | 40 | 52 | 44 | Eliminado | Eliminado | Eliminado | Eliminado | 2018    |          |
| Qian Zhenghao (钱正昊)   | Young Culture (亚歌文化)                                  | B      | F      | 70 | 12 | 65 | 17 | 20 | 18 | 26 | 24 | 10 | 11 | 2018    |          |
| Jack Hsu Kaihao (许凯皓) | Wild Fire Entertainment (野火娱乐)                        | B      | C      | 11 | 14 | 82 | 23 | 39 | 54 | Eliminado | Eliminado | Eliminado | Eliminado | 2018    |          |
| Yu Bin (于斌)            | NewStyle Media (新湃传媒)                                 | F      | D      | 50 | 49 | 87 | Eliminado | Eliminado | Eliminado | Eliminado | Eliminado | Eliminado | Eliminado | 2018    |          |
| Ming Peng (明鵬)         | Emperor Entertainment Group (英皇娱乐)                    | F      | D      | 38 | 44 | 30 | 48 | 53 | 45 | Eliminado | Eliminado | Eliminado | Eliminado | 2018    |          |
| Dong Yanlei (董岩磊)     | Ciwen Media (慈文传媒)                                    | F      | F      | 10 | 16 | 96 | 18 | 26 | 42 | Eliminado | Eliminado | Eliminado | Eliminado | 2018    |          |
| Chen Linong (陈立农)     | A Legend Star Entertainment (传奇星娱乐)                  | A      | C      | 1 | 2 | 1 | 2 | 5 | 34 | 5 | 4 | 2 | 2 | 2018    |          |
| Zheng Ruibin (郑锐彬)    | Huayi Brothers (华谊兄弟)                                 | B      | A      | 41 | 39 | 39 | 25 | 23 | 16 | 25 | 16 | 20 | 16 | 2018    |          |
| Jeffrey Tung (董又霖)    | Huayi Brothers (华谊兄弟)                                 | B      | D      | 8 | 9 | 69 | 12 | 13 | 26 | 15 | 18 | 16 | 17 | 2018    |          |
| Huang Shuhao (黄书豪)    | Hua Ying Yi Xing (华影艺星)                               | D      | F      | 56 | 24 | 64 | 32 | 37 | 41 | Eliminado | Eliminado | Eliminado | Eliminado | 2018    |          |
| Zhu Yiwen (朱一文)       | Tianjin Broadcasting (天津中视)                           | B      | F      | 73 | 61 | 44 | Eliminado | Eliminado | Eliminado | Eliminado | Eliminado | Eliminado | Eliminado | 2018    |          |
| Hu Zhibang (胡致邦)      | Sparkling Culture (點星文化)                              | F      | D      | 44 | 56 | 66 | 59 | 38 | 42 | Eliminado | Eliminado | Eliminado | Eliminado | 2018    |          |
| Cai Xukun (蔡徐坤)       | Aprendices Individuales                                   | A      | A      | 2 | 1 | 8 | 1 | 1 | 15 | 1 | 1 | 1 | 1 | 2018    |          |
| Zhou Tengyang (周腾阳)   | Aprendices Individuales                                   | C      | F      | 92 | 83 | 40 | Eliminado | Eliminado | Eliminado | Eliminado | Eliminado | Eliminado | Eliminado | 2018    |          |
| Huang Ruohan (黃若涵)    | Aprendices Individuales                                   | C      | F      | 72 | 82 | 98 | Eliminado | Eliminado | Eliminado | Eliminado | Eliminado | Eliminado | Eliminado | 2018    |          |
| Gan Jun (甘俊)           | Aprendices Individuales                                   | B      | D      | 62 | 67 | 80 | Eliminado | Eliminado | Eliminado | Eliminado | Eliminado | Eliminado | Eliminado | 2018    |          |
| Hou Haoran (侯浩然)      | Aprendices Individuales                                   | C      | F      | 75 | 80 | 49 | Eliminado | Eliminado | Eliminado | Eliminado | Eliminado | Eliminado | Eliminado | 2018    |          |
| Li Junyi (李俊毅)        | Aprendices Individuales                                   | B      | A      | 78 | 79 | 90 | 55 | 49 | 40 | Eliminado | Eliminado | Eliminado | Eliminado | 2018    |          |
| Zhou Rui (周锐)          | Aprendices Individuales                                   | D      | B      | 49 | 55 | 46 | 31 | 22 | 7 | 23 | 25 | Eliminado | Eliminado | 2018    |          |
| Concursantes retirados   |                                                           |        |        | | | | | | | | | | |         |          |
| Jiang Dahe (姜达赫)      | MLody Studio (MLody工作室)                                | D      | F      | 30 | 41 | 47 | 58 | 60 | 59 | Dejó el programa                                                                                                | Dejó el programa                                                                                                | Dejó el programa                                                                                                | Dejó el programa                                                                                                | 2018    |          |
| Liang Hui (梁輝)         | Joy Star（臻星娱乐)                                       | D      | F      | 36 | 48 | 19 | 60 | 54 | 39 | Dejó el programa                                                                                                | Dejó el programa                                                                                                | Dejó el programa                                                                                                | Dejó el programa                                                                                                | 2018    |          |
| Li Xinyan (李鑫岩)       | SSTAR (星焕文化)                                          | F      | F      | 58 | 70 | 84 | Dejó el programa debido a problemas médicos                                                                     | Dejó el programa debido a problemas médicos                                                                     | Dejó el programa debido a problemas médicos                                                                     | Dejó el programa debido a problemas médicos                                                                     | Dejó el programa debido a problemas médicos                                                                     | Dejó el programa debido a problemas médicos                                                                     | Dejó el programa debido a problemas médicos                                                                     | 2018    |          |
| Gigel (张津铭)           | MERCURY NATION (辰星娱乐)                                 | C      | D      | 25 | 33 | 92 | Fue expulsado luego de tener una pelea dentro del dormitorio                                                    | Fue expulsado luego de tener una pelea dentro del dormitorio                                                    | Fue expulsado luego de tener una pelea dentro del dormitorio                                                    | Fue expulsado luego de tener una pelea dentro del dormitorio                                                    | Fue expulsado luego de tener una pelea dentro del dormitorio                                                    | Fue expulsado luego de tener una pelea dentro del dormitorio                                                    | Fue expulsado luego de tener una pelea dentro del dormitorio                                                    | 2018    |          |
| Wang Youchen (王宥辰)    | MERCURY NATION (辰星娱乐)                                 | C      | F      | 98 | 99 | 85 | Fue expulsado luego de tener una pelea dentro del dormitorio                                                    | Fue expulsado luego de tener una pelea dentro del dormitorio                                                    | Fue expulsado luego de tener una pelea dentro del dormitorio                                                    | Fue expulsado luego de tener una pelea dentro del dormitorio                                                    | Fue expulsado luego de tener una pelea dentro del dormitorio                                                    | Fue expulsado luego de tener una pelea dentro del dormitorio                                                    | Fue expulsado luego de tener una pelea dentro del dormitorio                                                    | 2018    |          |
| Song Shuijiao (宋睡覺)   | Aprendiz Individual                                       | B      | F      | Tuvo que abandonar el programa debido a que sus videos de presentación contenían lenguaje sexualmente explícito | Tuvo que abandonar el programa debido a que sus videos de presentación contenían lenguaje sexualmente explícito | Tuvo que abandonar el programa debido a que sus videos de presentación contenían lenguaje sexualmente explícito | Tuvo que abandonar el programa debido a que sus videos de presentación contenían lenguaje sexualmente explícito | Tuvo que abandonar el programa debido a que sus videos de presentación contenían lenguaje sexualmente explícito | Tuvo que abandonar el programa debido a que sus videos de presentación contenían lenguaje sexualmente explícito | Tuvo que abandonar el programa debido a que sus videos de presentación contenían lenguaje sexualmente explícito | Tuvo que abandonar el programa debido a que sus videos de presentación contenían lenguaje sexualmente explícito | Tuvo que abandonar el programa debido a que sus videos de presentación contenían lenguaje sexualmente explícito | Tuvo que abandonar el programa debido a que sus videos de presentación contenían lenguaje sexualmente explícito | 2018    |          |

## Episodios
El programa fue emitida del 19 de enero del 2018 al 6 de abril del mismo año y estuvo conformada por 12 episodios, emitidos todos los viernes.
- El programa comenzó con 99 aprendices en vez de 100, luego de la salida de Song Shuijiao.
- Para el ranking del episodio del 10 de febrero, se contaron los votos de la primera misión en vivo del programa. La competencia consistió en competencias entre los dos equipos, en donde los ganadores obtenían puntos adicionales.
- Durante el episodio 5 (emitido el 16 de febrero) se eliminaron un total de 36 participantes (se consideraron los votos en línea y los de la primera misión en vivo del programa). Durante el mismo episodio se realizó una votación entre los 99 aprendices para escoger al participante con mejor visual (1° lugar – Li Yanjun, 2° lugar – Ling Chao, 3° lugar – Cai Xukun, 4° lugar – Qin Fen, 5° lugar – Zhou Yanchen, 6° lugar – Wang Ziyi, 7° lugar – Bi Wenjun, 8° lugar – Justin y 9° lugar – Bu Fan).
- Durante el ranking del 2 de marzo, se contaron los votos de las presentaciones en vivo.
- Los fans del programa tenían la oportunidad de escribir una carta a su participante favorito, la dinámica consistía en escribir un slogan a través de twitter con el mensaje que le querían dedicar a su favorito. Cada semana era escogida al azar a una persona, posteriormente el aprendiz confirmaba que había recibido el mensaje.
- Para la segunda ronda de eliminación (capítulo 8) un total de 23 participantes (sin contar a los 2 participantes que dejaron el programa) fueron eliminados. Se contaron los votos en línea, más la votación en vivo de la misión anterior.
- Desde el episodio 9 la forma de votación cambió, ya que sólo se podía escoger a 2 aprendices en vez de 9.
- Durante el episodio 10 (emitido el 23 de marzo), se eliminaron un total de 15 participantes, donde se contaron los votos de la misión en vivo más los votos en línea.
- Durante el episodio final se reveló que el nombre del grupo proyecto seria "NINE PERCENT".

## Música
La música de inicio de el programa fue "Ei Ei" de Idol Producer.

### Discografía
| Fecha de Lanzamiento | Título            | Idioma   | Lista de canciones |
| -------------------- | ----------------- | -------- | ------------------ |
| 16 de enero de 2018  | Idol Producer OST | Mandarín | 1. Ei Ei           |

## Producción
El programa también es conocido como "Chinese: 偶像练习生".
Es dirigido por Chen Gang, quien cuenta con el apoyo del director creativo Tang Yan; mientras qwue la producción ejecutiva principal está a cargo de Jiang Bin.
Los mentores fueron introducidos a través de carteles que fueron presentados en línea. El 17 de diciembre, durante una conferencia de prensa se presentaron todos los mentores Lay, Jackson Wang, Cheng Xiao, Kyulkyung y MC Jin.
Los perfiles de los concursantes se comenzaron a liberar el día 21 de diciembre del 2017.
El 3 de febrero un total de 21 participantes del programa (Bei Honglin, Cai Xukun, Chen Linong, Ding Zeren, Fan Chengcheng, Li Quanzhe, Lu Dinghao, Luo Zheng, Wang Ziyi, Xiao Gui, Yang Feitong, Zhang Yifan, Zheng Ruibin, Zhang Yixuan, You Zhangqing, Zhu Zhengting y Zhu Xingjie), fueron invitados por Lay para aparecer en el programa de variedades chino "Happy Camp".
El 11 de febrero del 2018 se anunció que el concursante Li Xinyan dejaría el programa, ya que ha sido diagnosticado con miocarditis y para evitar complicaciones futuras, dejaría el programa para concentrarse en su recuperación.

### Recepción
El primer episodio del programa obtuvo más de cien millones de espectadores en su primera hora de emisión en iQiyi.
Durante la mayor parte de la semana, el programa junto a los programas de baile Hot-Blood Dance Crew y Street Dance of China, competían entre el primer, segundo y tercer lugar en las calificaciones diarias de Vlinkage para los programas de variedades en línea.

### Controversias

#### Derechos de Autor
Después de su estreno, el programa fue acusado de plagiar el formato de la segunda temporada del programa de talento surcoreano Produce 101, el jefe de formato y desarrollo de la cadena Mnet, Jin Woo-hwang afirmó que "la gente de nuestra empresa se sorprendió ya que, no era sólo un programa similar al nuestro, sino que era casi un programa duplicado".
La Asociación de Reconocimiento y Protección de Formatos (FRAPA), reveló los resultados de su análisis comparativo entre los programas "Produce 101" de Corea del Sur lanzado en el 2016 y "Idol Producer" de China lanzado por iQiyi en enero del 2018 que el programa de china había obtenido un 88% en la escala de infracción de FRAPA, convirtiéndolo en el puntaje más alto jamás registrado por una infracción.

#### Mala Conducta
El aprendiz Song Shuijiao, se vio obligado a abandonar el programa debido a una mala conducta verbal generalizada en internet, debido a que sus videos de presentación contenían lenguaje sexualmente explícito. El aprendiz participó en la filmación del primer episodio, sin embargo posteriormente fue editado antes de que el episodio se transmitiera.
El aprendiz Qian Zhenghao violó las regulaciones del dormitorio, luego de comer un hot pot en el dormitorio a altas horas de la noche, por lo que se publicó una carta escrita a mano del aprendiz en la cuenta oficial del programa en Sina Weibo disculpándose.
En febrero del 2018 se anunció que los aprendices Gigel y Wang Youchen (ambos de la agencia "Mercury Nation's"), habían sido removidos del programa como medida disciplinaria, luego de tener una pelea dentro del dormitorio.